# Bélnagymaros

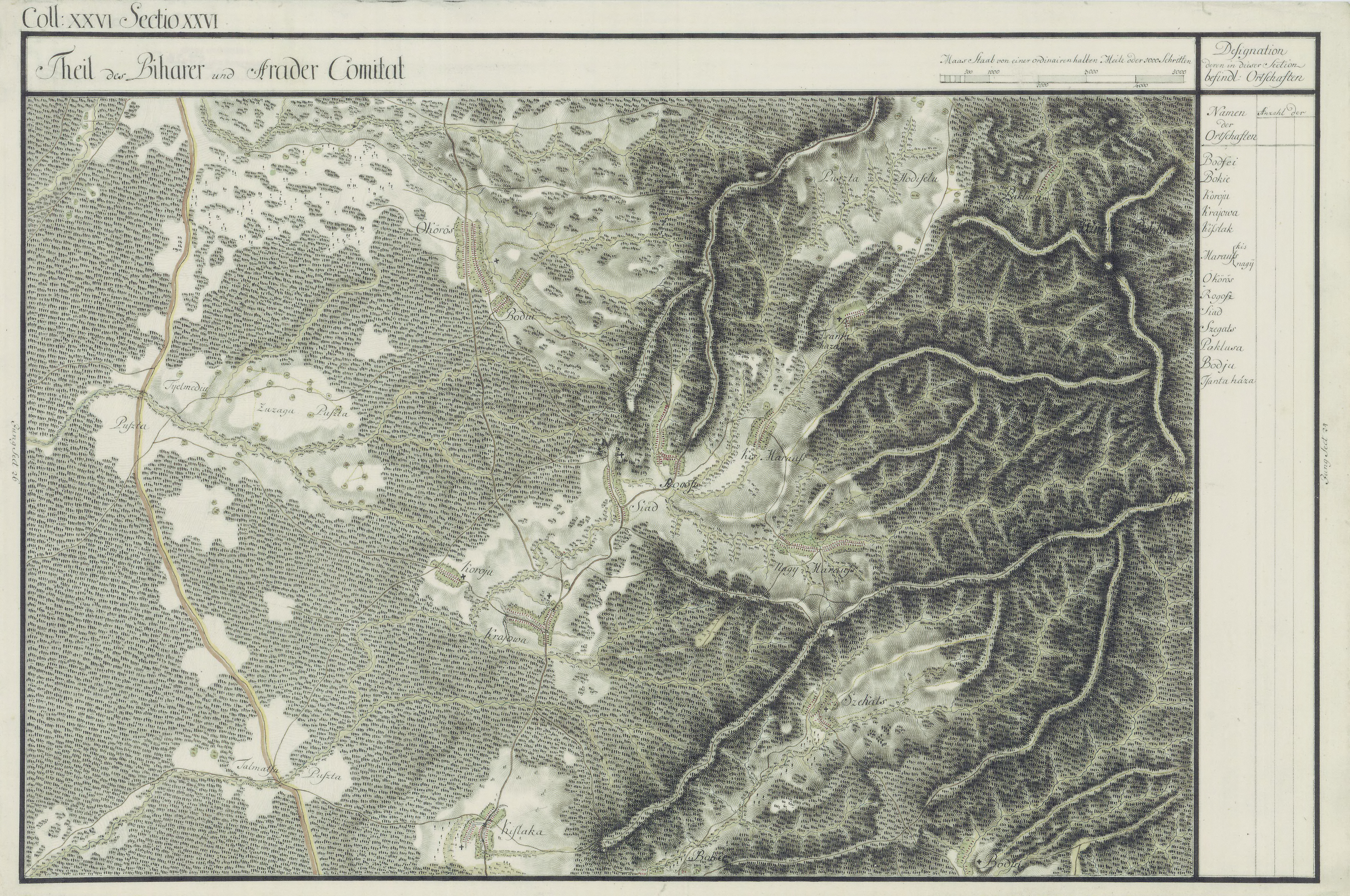
Bélnagymaros egy 1700-as évekből való térképen

Bélnagymaros (Mărăuș), település Romániában, a Partiumban, Arad megyében.

## Fekvése
A Béli-hegység alatt, a Vale-Mare patak mellett, Béltől északra, Bélkismaros és Felsőszakács közt fekvő település.

## Története
Bélnagymaros, Maros nevét 1828-ban említette először oklevél Nagy Maros néven. 1888-ban Nagy-Maros, 1913-ban Bélnagymaros néven írták.
A település földesura a nagyváradi latin szertartású püspök volt még a 20. század elején is. 
1851-ben Fényes Elek írta a településről:
Nagy Maros, Bihar vármegyében, a váradi deák püspök béli uradalmában, 315 óhitü lakossal, s anyatemplommal. … patakja 5 malmot hajt; lakosai faszerszámokat csinálnak.
1910-ben 489 lakosából 442 román, 31 cigány, 16 magyar volt. Ebből 474 görögkeleti ortodox, 8 római katolikus, 5 izraelita volt.
A trianoni békeszerződés előtt Bihar vármegye Béli járásához tartozott.

## Nevezetességek
- Görög keleti temploma 1897-ben épült.